# Aubade (Boulanger)
Pour les articles homonymes, voir Aubade.
Aubade est une mélodie pour voix et piano de Nadia Boulanger composée en 1902 sur un poème de Louis Tiercelin.

## Présentation
Aubade est composé en 1902 alors que Nadia Boulanger est encore étudiante au Conservatoire de Paris. La mélodie, pour voix et piano, est écrite sur un poème de Louis Tiercelin extrait de L'Oasis (Paris, Alphonse Lemerre, 1883).
L'incipit de l'œuvre est : « Le printemps fleurit les buissons ».
Les manuscrits autographes de la mélodie, conservés à la BnF (Ms. 19512 (2)) et à la Médiathèque Nadia-Boulanger du CNSMDL, portent la date « le 1er avril 1902 ».
Longtemps inédite, la partition est publiée par Alphonse Leduc en 2020 au sein du recueil Mélodies pour voix moyenne, vol. 3 (AL 30 866).
Aubade est d'une durée moyenne d'exécution de deux minutes environ.

## Commentaires
Pour la musicienne et musicologue Anne de Fornel, à l'instar d'Allons voir sur le lac d'argent et d'Écoutez la chanson bien douce, Aubade possède « une candeur et une nonchalance qui illustrent une période créative pleine d'effervescence pour la jeune étudiante ».
Dans le catalogue des œuvres de la compositrice établi par la musicologue Alexandra Laederich, la mélodie porte le numéro NB 2.

## Discographie
- Mademoiselle - Première Audience : Unknown Music of Nadia Boulanger, Edwin Crossley-Mercer (baryton) et Lucy Mauro (piano), Delos DE 3496, 2 CD, 2017[4] — premier enregistrement mondial.
- Les heures claires : The Complete Songs : Nadia & Lili Boulanger, Stéphane Degout (baryton) et Anne de Fornel (piano), Harmonia Mundi HMM 902356.58, 3 CD, 2023[5].